# نادي بلاد الرافدين
نادي بلاد الرافدين الرياضي هو فريق كرة قدم عراقي مقره في بعقوبة، ديالى، يلعب في الدوري العراقي الدرجة الثانية.

## روابط خارجية
- بلاد الرافدين على موقع Goalzz.com
- أندية العراق - تواريخ التأسيس